# أليسيا سميث (لاعبة كرة مضرب)
أليسيا سميث (بالإنجليزية: Alicia Smith)‏ هي لاعب كرة مضرب أسترالية، ولدت في 27 سبتمبر 1996 في تامورث في أستراليا.

## وصلات خارجية
- أليسيا سميث على موقع رابطة محترفات التنس (الإنجليزية)
- أليسيا سميث على موقع الاتحاد الدولي لكرة المضرب (الإنجليزية)
- أليسيا سميث على موقع خلاصة التنس.كوم (الإنجليزية)
- أليسيا سميث على موقع إي إس بي إن.كوم (الإنجليزية)